# Pterolophia idoneoides
Pterolophia idoneoides är en skalbaggsart som beskrevs av Stefan von Breuning 1980. Pterolophia idoneoides ingår i släktet Pterolophia och familjen långhorningar.
Artens utbredningsområde är Filippinerna. Inga underarter finns listade i Catalogue of Life.